# Sant Joan de Tuïr

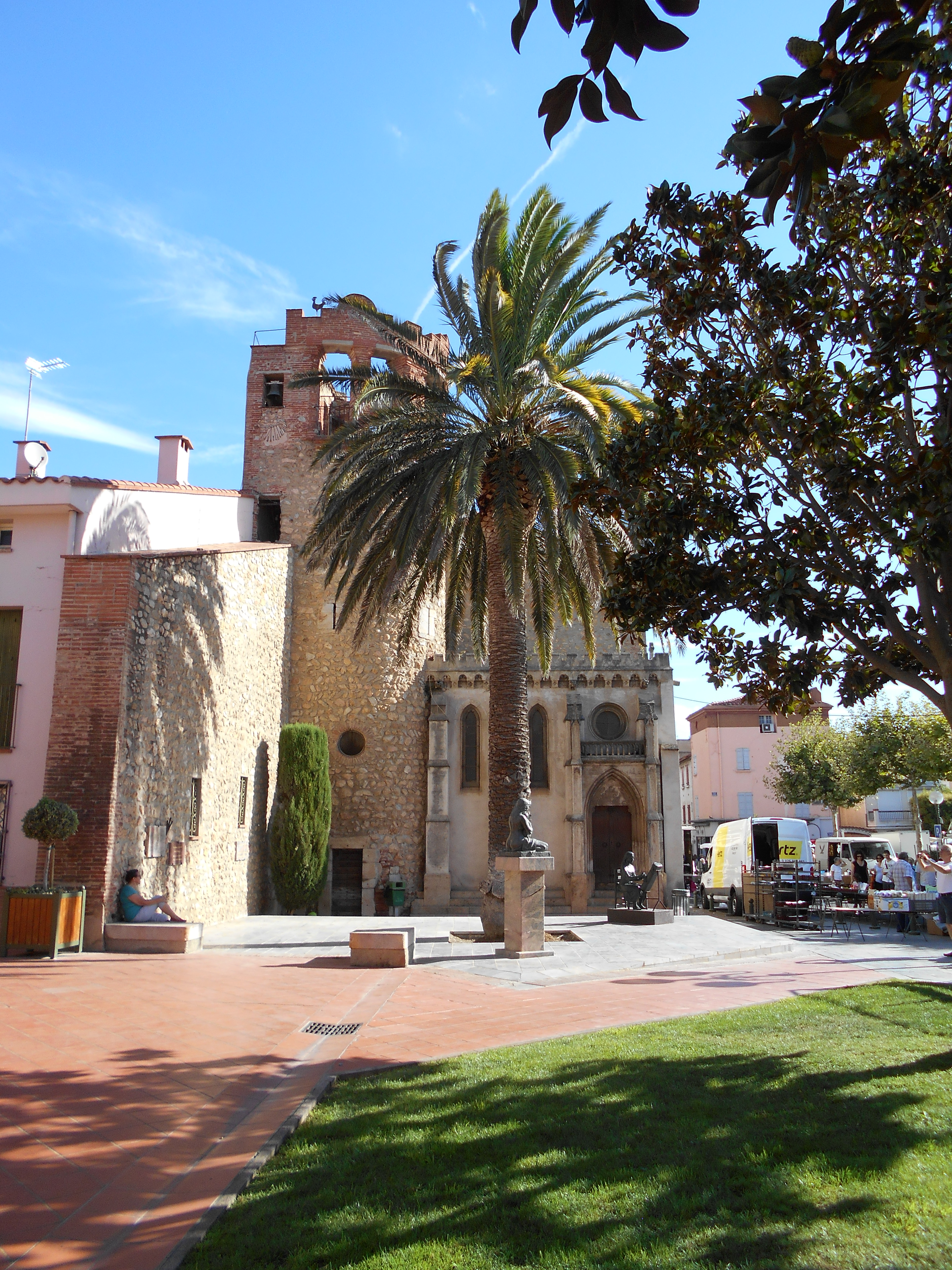
Sant Joan de Tuïr

Sant Joan de Tuïr és una antiga capella particular de la vila de Tuïr, a la comarca del Rosselló.
Està situada a l'exterior del recinte medieval de Tuïr, a l'actual Boulevard de Jean Jaurès, Plaça de la República, al costat mateix d'una torre del recinte fortificat de Tuïr i de la Casa del Comú d'aquesta vila.
Era una capella particular, de la casa de Can Vilar, de factura neogòtica.

## Bibliografia

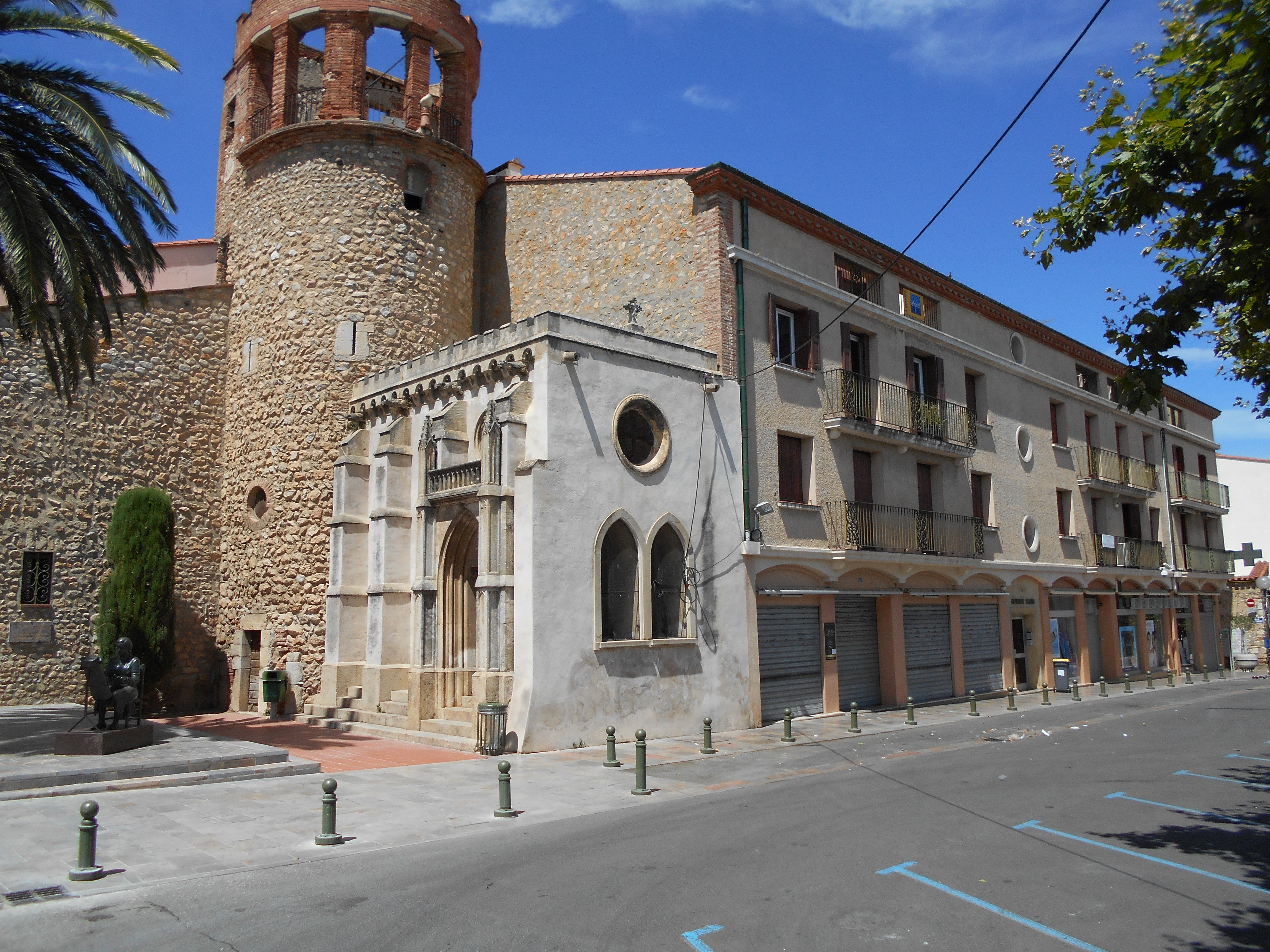
Sant Joan de Tuïr